# 小行星1344
小行星1344（1344 Caubeta）是一颗绕太阳运转的小行星，为主小行星带小行星。该小行星于1935年4月1日发现。
該小行星以法國天文學家保羅·考貝（Paul Caubet）命名。

## 轨道参数
小行星1344的轨道半长轴为2.2475083 UA，离心率为0.120。